# Chuyện tình sau núi
Chuyện tình sau núi (tựa gốc tiếng Anh: Brokeback Mountain) là một bộ phim Mỹ của đạo diễn Lý An được trình chiếu vào cuối năm 2005.
Phim này đoạt giải:
- Oscar 2006: Đạo diễn xuất sắc nhất, kịch bản chuyển thể xuất sắc nhất, nhạc phim hay nhất.
- Quả cầu vàng 2006: Phim hay nhất (thể loại chính kịch), kịch bản xuất sắc nhất, bài hát chủ đề hay nhất.
- LHP Venice 2005: Giải Sư tử vàng
- Trong giải MTV Movie Awards, 2 diễn viên chính đạt giải "Nụ hôn đẹp nhất", diễn viên Jake Gyllenhaal được bình chọn là "Diễn viên chính xuất sắc".

Phỏng theo một truyện ngắn của tác giả E. Annie Proulx (từng đoạt giải Pulitzer), Brokeback Mountain nói đến mối tình giữa hai chàng cao bồi ở miền Tây Hoa Kỳ vào những thập niên 1960, 1970, 1980. Bộ phim được dàn dựng cùng với nền nhạc của phim là tiếng đàn ghi-ta có âm hưởng lúc thì sâu lắng, lúc thì phóng khoáng và lãng mạn.

## Phân vai
- Heath Ledger trong vai Ennis del Mar
- Jake Gyllenhaal trong vai Jack Twist
- Randy Quaid trong vai Joe Aguirre
- Michelle Williams trong vai Alma Beers
- Anne Hathaway trong vai Lureen Newsome
- Linda Cardellini trong vai Cassie
- Anna Faris trong vai Lashawn Malone
- David Harbour trong vai Randall Malone
- Roberta Maxwell trong vai Mrs. Twist
- Peter McRobbie trong vai John Twist
- Kate Mara trong vai Alma del Mar Jr.

## Cốt truyện
Tuy bối cảnh là Wyoming, phim này đã được quay tại Alberta, Canada. Brokeback Mountain kể lại câu chuyện của Ennis del Mar (diễn viên Heath Ledger) và Jack Twist (Jake Gyllenhaal). Hai người này có cùng hoàn cảnh: đều sống xa bố mẹ từ bé, không người thân thích khác và phải ra ngoài xã hội lao động để tự nuôi sống bản thân. Họ gặp nhau, tâm tình và thông cảm với những nỗi khổ, sự vất vả mà cả hai đang phải đương đầu. Tình yêu đã đến với họ vào năm 1963 trong lúc cả hai cùng nhận việc chăn cừu tại Wyoming. Trong khoảng thời gian này, chỉ có hai người cùng ăn uống, sinh hoạt tại đây, trải qua mùa đông lạnh, tuyết rơi, tách biệt với những người khác. Người này đã tìm thấy ở người kia sự cảm thông và là nơi bấu víu, là điểm tựa của mình. Khi mùa xuân đến, công việc chăn cừu của họ chấm dứt. Phần tiếp theo phim này kể lại quan hệ giữa hai người trong khoảng 20 năm từ khi họ gặp lại nhau.
Sau khi hai người chia tay vì hoàn cảnh công việc, Ennis lập gia đình và có con với Alma Beers (Michelle Williams). Jack thì đến Texas và kết hôn với Lureen Newsome (Anne Hathaway).
Bốn năm sau, Ennis nhận được một bưu thiếp từ Jack cho biết rằng Jack sẽ đến thăm Ennis. Hai người gặp mặt và kết nối lại mối quan hệ. Tuy xa nhau nhưng người này vẫn luôn nhớ về người kia. Jack muốn sống với Ennis, nhưng vì Ennis bị ám ảnh bởi một sự kiện lúc còn nhỏ khi một người bị nghi là đồng tính bị giết nên không chấp nhận lời mời của Jack.
Hơn thế nữa, Ennis đã có gia đình, không thể bỏ nhà đi theo Jack được. Ennis dần dần tỏ ra thờ ơ với gia đình mình, và thích đi "câu cá" với Jack hơn là nuôi vợ con. Alma khám phá ra quan hệ giữa hai người và ly dị Ennis.
Jack vui mừng vì tin tưởng rằng mình có thể sống chung với người yêu, nhưng Ennis phải ở lại Wyoming và làm việc để nuôi con. Jack buồn bã về lại Texas. Vì hai người không thể để ai khác khám phá ra mối quan hệ và còn vướng gia đình của mình, họ chỉ thỉnh thoảng gặp nhau trong các cuộc cắm trại trên núi.
Thấm thoát 20 năm đã qua. Vào một ngày, cách hôm gặp nhau gần nhất là vài tháng, một tấm bưu thiếp Ennis gửi cho Jack bị gửi trả lại với dấu ấn "đã chết". Ennis gọi Lurleen, vợ Jack, và được cho biết rằng Jack đã bị tai nạn. Tuy nhiên Ennis luôn bị ám ảnh bởi ý nghĩ Jack bị giết vì đã bị phát hiện là người đồng tính. Lurleen cũng cho Ennis biết rằng Jack muốn tro mình được rải trên khắp núi Brokeback, và Lurleen gợi ý Ennis xin phép cha mẹ Jack để đem tro Jack đến đó. Lurleen nhấn mạnh rằng, trong những giây phút cuối đời, Jack chỉ nhắc đến người bạn thân thiết và nói là trong đời, Jack không bao giờ quên những giây phút trên ngọn núi Brokeback, cả mùi vị của loại rượu anh đã uống ở đó. Ennis khóc nức nở nhưng vẫn nén nỗi đau trong lòng và nói với Lurleen rằng, anh chính là người bạn đó của Jack.
Ennis đến thăm cha mẹ Jack, nhưng cha Jack không đồng ý đưa tro của Jack cho Ennis và nói Jack sẽ phải được chôn trong nghĩa trang của dòng họ, tuy nhiên thấy được sự quan tâm và đau buồn của Ennis, mẹ của Jack đã cho phép Ennis lên phòng của Jack và mang về một món đồ khác.
Trong phòng của Jack, Ennis tìm được hai chiếc áo trong tủ. Áo của Jack được phủ ra bên ngoài áo của Ennis. Hai chiếc áo này được treo lên trên cùng một móc, được lòng vào nhau rất tỉ mỉ, đó chính là áo mà họ đã mặc vào ngày cuối cùng họ ở trên núi Brokeback. Ngày cuối cùng đó, hai người đã đánh nhau và có máu hai người chảy ra thấm trên hai chiếc áo đó. Jack đã lấy áo của Ennis về nhà, trong khi Ennis lại tin rằng mình đã bỏ quên chiếc áo trên núi.
Ở phần cuối phim là đoạn người con gái của Ennis đến mời bố dự đám cưới của mình, sau đó cô đã để quên chiếc áo choàng lại nơi ở của Ennis. Phim kết với cảnh Ennis mở buồng áo của mình ra, nhìn lại hai chiếc áo đã móc lại với nhau, áo của Ennis phủ ra ngoài áo của Jack, cùng với một bưu thiếp cảnh núi Brokeback. Ennis khóc và thì thầm 'Jack, tôi xin thề...', ngập ngừng rồi im lặng, anh chỉnh tấm bưu thiếp cho ngay ngắn rồi đóng cửa tủ lại và bước đi.
Đoạn cuối của truyện đã không được đưa vào phim: kể từ sau ngày Jack mất, Ennis chỉ mong cho đến khi trời tối vì kể từ ngày ấy, trong những giấc mơ của mình, anh lại mơ về khung cảnh núi Brokeback và Jack đã ở đó chờ anh, cả hai lại được yêu nhau say đắm và ở đó không có bất kì một ai hay một định kiến xã hội nào có thể chia cắt họ được nữa !
Tác giả truyện: bà E.Annie Proulx có nói rằng cái kết của truyện do bà viết cho Brokeback Mountain là một cái kết mở và mọi người nên tự tạo lấy một cái kết của câu truyện cho riêng mình.

## Sản xuất
● Good machine
● SEVEN24 Films
● Focus Features
● Paramount pictures
● Bill Pohlad